# فین اسکوردرو
فین اسکوردرو (نروژی: Finn Skårderud؛ زادهٔ ۲۷ اکتبر ۱۹۵۶) نویسنده، روان‌پزشک، روان‌درمان‌گر، استاد دانشگاه و منتقد ادبی، سینما و هنر اهل نروژ است.
او استاد رشتهٔ روانپزشکی «دپارتمان آموزش و پرورش استثنایی» در بیمارستان آموزشی اسلو و همچنین مشاور «کمیتهٔ ملی المپیک نروژ» است که بر روی قهرمانان برجستهٔ آن کشور کار می‌کند. وی همچنین مؤلف مقاله‌های و کتاب‌های علمی فراوانی در حوزهٔ روان‌پزشکی، روان‌شناسی، فرهنگ، ادبیات و فیلم بوده‌است.